# Fragtime
Fragtime (jap. フラグタイム Furagutaimu) – manga z gatunku yuri autorstwa Sato, publikowana w magazynie internetowym „Manga Cross” wydawnictwa Akita Shoten od lipca 2013 do września 2014. Na jej podstawie powstała OVA wyprodukowana przez Tear Studio i East Fish Studio, której premiera odbyła się w listopadzie 2019.

## Fabuła
Misuzu Moritani jest nieśmiałą licealistką, która posiada moc zatrzymywania czasu na krótką chwilę każdego dnia. Wykorzystuje to, aby obserwować innych ludzi w szkole. Pewnego dnia, gdy ponownie używa swojej mocy, postanawia spojrzeć pod spódnicę jednej ze swoich koleżanek z klasy, Haruki Murakami. Jednak kiedy próbuje to zrobić okazuje się, że Haruka jest odporna na jej moc. Od tego momentu obie dziewczyny zaczynają się do siebie zbliżać.

## Bohaterowie
- Misuzu Moritani (jap. 森谷 美鈴 Moritani Misuzu)

Seiyū: Miku Itō 
- Haruka Murakami (jap. 村上 遥 Murakami Haruka)

Seiyū: Yume Miyamoto 
- Yukari Kobayashi (jap. 小林 由香利 Kobayashi Yukari)

Seiyū: Chika Anzai 

## Manga
Seria ukazywała się od 18 lipca 2013 do 25 września w magazynie internetowym „Manga Cross”. Wydawnictwo Akita Shoten zebrało ją w dwóch tankōbonach, wydanych 7 marca i 7 listopada 2014.
| Nr | Data wydania (język japoński) | ISBN (język japoński)  |
| -- | ----------------------------- | ---------------------- |
| 1  | 7 marca 2014                  | ISBN 978-4-253-13253-4 |
| 2  | 7 listopada 2014              | ISBN 978-4-253-13254-1 |

## Anime
Adaptacja w formie anime została ogłoszona 16 marca 2019. Później ujawniono, że będzie to kinowa OVA wyprodukowana przez Tear Studio i East Fish Studio. Za scenariusz i reżyserię odpowiadał Takuya Satō, postacie zaprojektowała Tomoko Sudō, a muzykę skomponowała Rionos. Premiera w kinach odbyła się 22 listopada 2019. 13 maja 2020 produkcja została wydana także na nośnikach Blu-ray/DVD.